# (34494) 2000 SE144
2000 SE144 (asteroide 34494) é um asteroide da cintura principal. Possui uma excentricidade de 0.12313520 e uma inclinação de 2.59294º.
Este asteroide foi descoberto no dia 24 de setembro de 2000 por LINEAR em Socorro.